# 前田誠
前田 誠（まえだ まこと、1949年12月4日 - ）は、日本のファッションデザイナー、ディレクター、作家。
1972年、ファッションブランド「BIGI」（ビギ）の創立期に合流。マーチャンダイザー、マーケティングディレクターとして活動後、複数のブランドでディレクターおよびデザイナーを歴任。その後イタリアに渡りバレンチノ社のデザイナーに就任し、メンズコレクションなどを手掛ける。2005年よりアクセサリーブランド「Le Tabou」（ル・タブー）を主催。2018年より作家としても活動中。

## 来歴
1949年、秋田県に生まれる。生後すぐに本牧（神奈川県横浜市）に引越し。その後、東京都に移り都立小平高校に進学。高校生のこのころから、日本デザインセンターに出入りし、資料室にあるファッションやデザイン関係の本を読み漁る。
1967年、青山学院大学入学。在学中より百貨店のプランニングなどを請負う。
1969年、大学3年生の時に東京都港区青山でスタイリストを始める。
1972年、スタイリストとして衣装を借りに行った縁で、菊池武夫・稲葉賀恵・大楠裕二が設立した株式会社ビギに入社し。マーチャンダイザー、マーケティングディレクターとして活動。その後独立した「MEN'S BIGI」（メンズ・ビギ）に移る。
1974年、「MEN'S BIGI」のパリコレクション出展準備のためパリに移住。1976年にディレクターとして初のパリコレ出展を主導。その後は、マーケティングディレクターとして、全米、ヨーロッパでの開拓などを歴任。
1979年、フランスから帰国後、「MEN'S BIGI」から独立して「BERGMAN」（バーグマン）を設立し、ディレクターとして活動。その後「NICOLE（ニコル）」グループにて「BARREAUX」（バルー）を設立。この時期からディレクターのみならず、デザイナーとしても活動するようになる。
1981年、「GALAMOND」（ギャラモンド）を設立。日本における社会的DCブランドブームの先駆けとなる。
1987年、有栖川スタジオにて開催した「GALAMOND」のファッションショー「SPRING AND SUMMER COLLECTION 1987」の写真を撮影したカメラマンが、友人であるヴァレンティノのディレクターに写真を送ったところ、その写真を見たディレクターからイタリアに呼ばれる。
1988年、イタリアに渡り、ヴァレンティノのデザイナーに就任。メンズコレクションなどを手掛ける。その後イタリア、フランスでオートクチュールの経験を経て、1991年に帰国。
1991年、「GALAMOND」時代に設立していた「有限会社マルコスデザインスタジオ」で絵型展示会によるアパレルの受注生産を開始。
1992年、MDS FACTORY ＜Most Dramatic Style & Scene＞を設立。クリエイティブディレクターに就任。オートクチュール　Tailor Maeda・Ramplissageをプロデュース。
2001年〜、FAKEDELIC、MOUSSY、SLYなどのスーパーバイザーを歴任。
2005年、アクセサリーブランド「Le Tabou」（ル・タブー）を設立。2006年よりシルバーアクセサリー＆シルバージュエリーコレクションスタート。
2008年〜、「Le Tabou」と「HYSTERIC GLAMOUR」（ヒステリックグラマー）のコラボレーション開始。最終的に10,000ピース程度を販売。
2009年、オフィシャルサイト「Le Tabou」開設。
2013年、代官山「bajra」（バジュラ）にて初の個展を開催。
2018年、作家としての活動を開始。圧巻のペースで描かれる絵画、コラージュなどの作品は自身のFacebookにアップされている。
2021年、代官山BAJRA STEP GALLERYにて、平面作品としては初の個展『The last paradise of the 20th century ─ 僕の絵日記の中、2021 May 20世紀, 最後の楽園を残して ─ 』を開催。